# مارشفیلد (میزوری)
مارشفیلد (به انگلیسی: Marshfield) یک شهر در ایالات متحده آمریکا است که در شهرستان وبستر، میزوری واقع شده‌است. مارشفیلد ۱۳٫۰۳ کیلومتر مربع مساحت و ۶٬۶۳۳ نفر جمعیت دارد و ۴۵۵ متر بالاتر از سطح دریا قرار دارد.